# Ivi Monteiro
Ivi Monteiro (Rio de Janeiro, 16 de novembro de 1984) é uma nadadora brasileira.

## Carreira
Ivi Monteiro começou a nadar aos sete anos. Em 1999, à convite do Ricardo de Moura, passou a nadar pelo Vasco da Gama; tinha 14 para 15 anos. Pelo Vasco, Ivi conquistou vários títulos: Troféu Brasil, Troféu José Finkel, sul-americano e estaduais.
No Troféu José Finkel 2000, o brasileiro de inverno, Ivi Monteiro chegou em segundo lugar nos 100 metros borboleta, atrás apenas da Inge de Bruijn, a melhor nadadora do mundo nessa prova.
Nos Jogos Sul-Americanos de 2002, em Belém, Ivi ganhou medalha de ouro nos 100 metros nado borboleta, nos 4 x 100 metros nado livre e nos 4 x 100 metros medley, além de uma medalha de bronze nos 200 metros borboleta.
No Campeonato Mundial de Esportes Aquáticos de 2003, em Barcelona, ela ficou em 14º lugar nos 4 x 100 metros medley, 25º nos 100 metros borboleta, e 34º nos 50 metros borboleta.
Participando dos Jogos Pan-Americanos de 2003 em Santo Domingo, Ivi terminou em quarto lugar no 4 x 100 metros medley, e quinto nos 100 metro borboleta.
Em 9 de maio de 2004, Ivi quebrou o recorde sul-americano dos 4 x 100 metros medley, com um tempo de 4m12s90, junto com Fabíola Molina, Mariana Katsuno e Rebeca Gusmão. Com esta marca, o time brasileiro estava, neste momento, se classificando para as Olimpíadas 2004 em Atenas. Porém, mais tarde, outros países obtiveram melhores marcas, e tiraram Ivi Monteiro das Olimpíadas.
Ela encerrou a carreira no final de 2013, no Torneio Open em Porto Alegre.